# Aeropuerto de Água Boa
Aeropuerto de Água Boa (IATA: GGB, OACI: SWHP) es el aeropuerto que da servicio a Água Boa, Brasil. También se le conoce como Olhos d'água por la finca donde se encuentra.

## Aerolíneas y destinos
| Aerolíneas                                              | Destinos                                |
| ------------------------------------------------------- | --------------------------------------- |
| Azul Linhas Aéreas Brasileiras operated by Azul Conecta | Cuiabá, Confresa, São Félix do Araguaia |

## Acceso
El aeropuerto se encuentra 3 km (2 mi) del centro de Água Boa.